# Postcard/Put the Money Down
Postcard/Put the Money Down è un singolo dei The Who, pubblicato negli USA nel 1974. Entrambi i brani sono contenuti anche nella compilation Odds & Sods dello stesso anno.

## Tracce
Lato A
1. Postcard (John Entwhistle)

Lato B
1. Put the Money Down (Pete Townshend)